# Musica in Unione Sovietica
La musica dell'Unione Sovietica variava in molti generi ed epoche. Sebbene la maggior parte dei musicisti fosse russa, anche altri popoli dell'URSS, in particolare ucraini, bielorussi, ebrei e i popoli del Caucaso, diedero contributi significativi.
Secondo la musicologia ufficiale sovietica, "la musica sovietica è qualitativamente una nuova fase dello sviluppo delle arti musicali". Si basava sui principi del marxismo-leninismo, del realismo socialista e dell'internazionalismo. Gli artisti dovevano partecipare attivamente alla vita della società sovietica e alla diffusione dell'ideologia avanzata dal Partito Comunista, promuovendo le qualità morali e i gusti estetici del popolo sovietico e dell'uomo nuovo.

## Musica classica

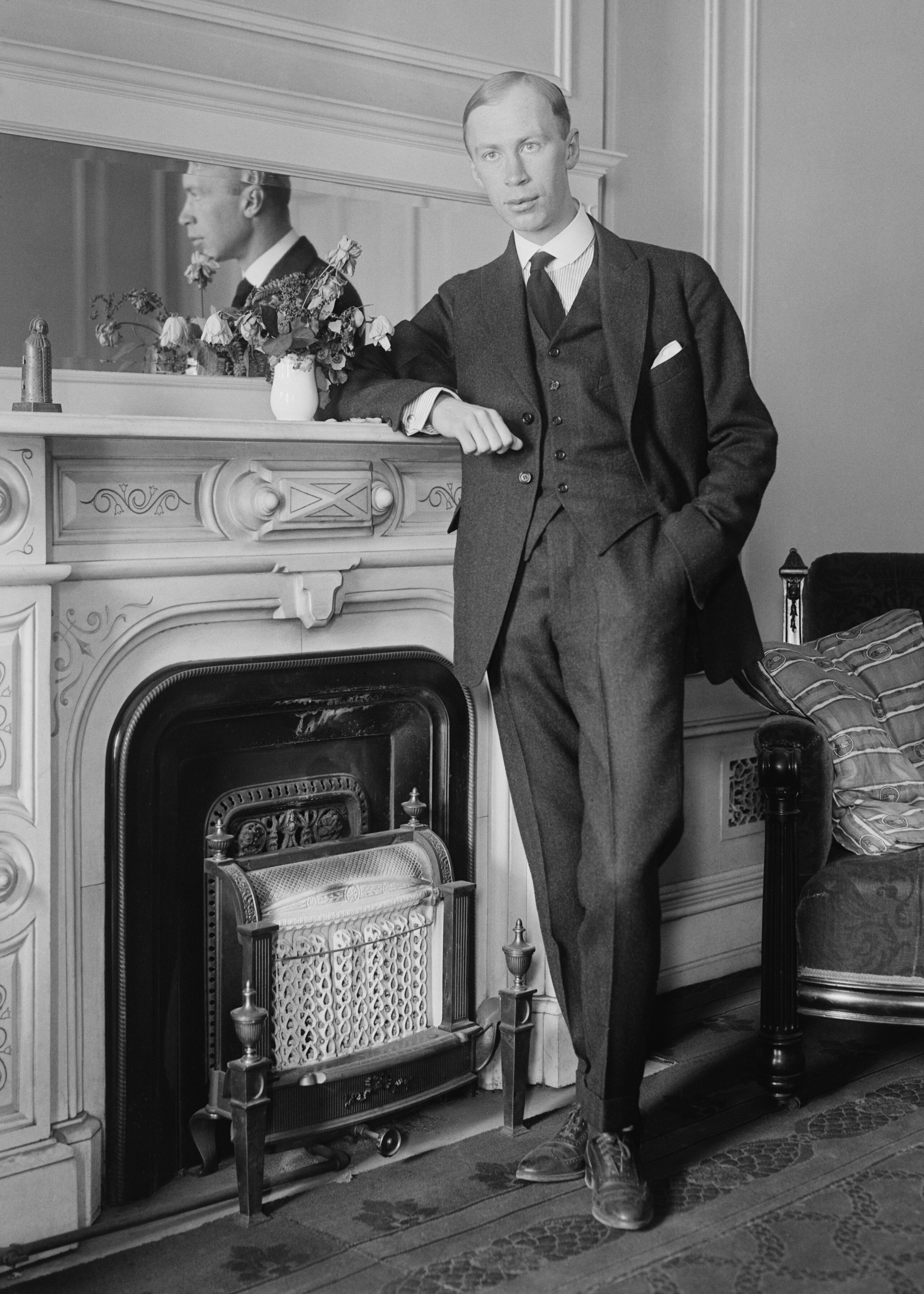
Sergej Prokof'ev, uno dei principali compositori del XX secolo.

La musica classica dell'Unione Sovietica si è sviluppata a partire dalla musica dell'Impero russo, evolvendosi gradualmente dagli esperimenti dell'epoca rivoluzionaria (come le orchestre senza direttore) fino al classicismo favorito da Iosif Stalin. I compositori più significativi sono stati Tichon Chrennikov, Sergej Prokof'ev, Dmitrij Kabalevskij, Georgij Sviridov, Dmitrij Šostakovič, Gara Garayev, Al'fred Šnitke e Aram Chačaturjan.
Molti musicisti dell'epoca sovietica si sono affermati come artisti di spicco a livello mondiale: i violinisti David Ojstrach, Leonid Kogan, Gidon Kremer, Viktor Tret'jakov e Oleg Kagan; i violoncellisti Mstislav Rostropovič, Daniil Šafran e Natal'ja Gutman; il violista Jurij Bašmet; i pianisti Svjatoslav Richter, Ėmil' Gilel's e molti altri.

### Periodo stalinista
Dopo l'espulsione di Lev Trockij dal Comitato Centrale nel 1927, si ridussero i contatti con la cultura occidentale ritenuta contraria alle politiche del Partito. L'Associazione dei musicisti contemporanei (in russo Ассоциация Современной Музыки, АСМ?, Associaciâ Sovremennoj Muzyki, ASM), una fazione di musicisti sovietici più progressisti che avevano prosperato grazie all'esposizione all'Occidente durante gli anni della NEP, si dissolse rapidamente dopo aver perso il sostegno dello Stato. Gli ex membri dell'ASM si unirono all'Associazione russa dei musicisti proletari (in russo Российская Ассоциация Пролетарских Музыкантов, РАПМ?, Rossijskaja Associacija Proletarskich Muzykantov, RAPM), composta da "proletari reazionari" in opposizione agli ideali musicali occidentali e favorevoli alla musica tradizionale russa. All'interno della RAPM nacque un conflitto tra reazionari e progressisti e sebbene il Partito Comunista sostenesse i reazionari, non agì direttamente per risolvere il conflitto.

#### Riforme del 1932
Il 1932 segnò un nuovo movimento culturale del nazionalismo sovietico. La RAPM fu sciolta a favore dell'Unione dei compositori dell'URSS (in russo Союз композиторов СССР?, Sojuz kompozitorov SSSR), una divisione del comitato della cultura. I musicisti che speravano di ottenere il sostegno finanziario del Partito Comunista erano costretti ad aderire all'Unione, alla quale i compositori dovevano presentare le proprie opere per ottenere l'approvazione alla pubblicazione.
Stalin applicò la nozione di realismo socialista alla musica classica. Introdotto da Maksim Gor'kij nella letteratura all'inizio del XX secolo, il realismo socialista richiedeva che tutti i mezzi artistici rappresentassero le lotte e i trionfi del proletariato, riflettendo la vita e la società sovietica. In ambito musicale, i compositori dovevano abbandonare il progressismo occidentale a favore di melodie semplici e tradizionali. Nel 1934, Prokof'ev scrisse della necessità compositiva di una "nuova semplicità", un nuovo lirismo che secondo lui sarebbe stato fonte di orgoglio nazionale per il popolo sovietico. Pierino e il lupo (in russo Петя и волк?, Petya i volk) è un esempio del tipo di consonanza che esisteva tra la visione artistica di Prokof'ev e gli ideali sovietici. Inoltre, la musica fungeva da potente strumento di propaganda, in quanto esaltava il proletariato e il regime sovietico. La figura di Stalin divenne il tema di innumerevoli canzoni sovietiche, una tendenza che egli tentò di fermare in più di un'occasione.
L'opera Il placido Don (in russo Тихий Дон?, Tichij Don) di Ivan Dzeržinskij, composta nel 1935, divenne il modello del realismo socialista in musica. Dopo aver visto l'opera, lo stesso Stalin la elogiò, in quanto presentava i temi di patriottismo pur utilizzando melodie semplici e rivoluzionarie. I compositori dovevano scrivere per un pubblico proletario e il placido Don di Dzeržinskij rispondeva a questa aspettativa. D'altro canto, l'opera di Šostakovič, Lady Macbeth del Distretto di Mcensk (in russo Леди Макбет Мценского уезда?, Ledi Makbet Mcenskogo uezda), rappresentata per la prima volta nel 1934, fu un insuccesso per il compositore. Sebbene l'opera fosse stata inizialmente accolta positivamente dalla critica, Stalin e il Partito Comunista ritennero del tutto inappropriati i temi che facevano riferimento a una "mentalità russa pre-socialista e piccolo-borghese". La Pravda criticò duramente l'opera di Šostakovič. Queste due opere fornirono quindi ai compositori un'indicazione della direzione che il Partito Comunista intendeva dare alla musica sovietica, spingendoli a creare opere in grado di essere comprese dal comune lavoratore e di renderlo orgoglioso.

#### Seconda guerra mondiale
Con l'invasione nazista dell'Unione Sovietica nel giugno del 1941, l'amministrazione di Stalin fu costretta a reagire rapidamente e a dedicare tutte le risorse allo sforzo bellico. Di conseguenza, la musica sovietica vide un allentamento delle restrizioni. Il governo, essendo alleato con diverse potenze occidentali, si concentrò sulla propaganda patriottica piuttosto che sulla retorica anti-occidentale e con il ripristino dei contatti con l'Occidente, la musica sovietica conobbe una nuova ondata di progressismo e sperimentazione.
I compositori risposero alle nuove libertà con una musica carica di temi patriottici e di trionfi militari. Riemersero le grandi opere sinfoniche rispetto alle musiche semplice e tradizionali degli anni trenta. Sergej Prokof'ev, Nikolaj Mjaskovskij, Aram Chačaturjan e Šostakovič composero sinfonie di guerra. Anche la musica da camera, un genere in declino nel decennio precedente, venne riscoperta.
La musica aveva lo scopo di sollevare il morale dei sovietici sia in patria che sul fronte di battaglia, ed ebbe successo, soprattutto quando l'armata rossa iniziò a guadagnare slancio contro i nazisti nel 1942.

#### Ždanovismo e ritorno alle politiche degli anni trenta
Dopo la fine della guerra, il Partito Comunista si concentrò nuovamente sull'isolazionismo e sul controllo della cultura. Stalin incaricò Andrej Ždanov nel 1946 per gli affari culturali e venne applicata la dottrina della ždanovščina, con una nuova enfasi sul realismo socialista e sul sentimento anti-occidentale. Due anni dopo, fu approvata la Risoluzione sulla musica del Comitato Centrale del Partito Comunista, un documento che censurava i compositori la cui musica non aderiva sufficientemente all'estetica realista socialista.
Il partito comunista incoraggiò nuovamente i compositori a inserire temi della Rivoluzione d'ottobre e melodie nazionaliste. Ždanov criticò singolarmente i compositori, in particolare Prokof'ev e Šostakovič, per aver abbracciato gli ideali occidentali durante la guerra. Tichon Chrennikov, nel frattempo, fu nominato capo dell'Unione dei compositori sovietici e diventerà una delle figure più disprezzate tra i musicisti sovietici di quel periodo, a causa dell'inasprimento della censura.

La reazione alle restrizioni del Partito Comunista era diversa tra le varie generazioni di compositori. I giovani si sforzava di conformarsi, anche se la loro musica era più semplice e con una struttura scarna. Alla ricerca disperata di melodie accettabili, i compositori incorporarono nella loro musica le melodie popolari. Alcuni compositori, tra cui Prokof'ev e Šostakovič, si dedicarono alle colonne sonore. Šostakovič, tra gli altri, trattenne le sue opere più espressive e controverse fino a dopo la morte di Stalin. Šostakovič fu onorato da Stalin e dai sovietici per la sua musica brillante e non fu mai giustiziato, nonostante a Stalin non piacesse la direzione presa da alcune sue opere. Le complesse strutture tonali e i temi progressivi prevalenti durante la guerra scomparvero lentamente.

Tichon Chrennikov, capo dell'Unione dei compositori sovietici dal 1948 al 1991.

### Disgelo di Chruščëv
L'ascesa al potere di Nikita Chruščëv nel 1953 inaugurò un periodo di moderata liberalizzazione della cultura sovietica, spesso soprannominato "disgelo di Chruščëv". Segnò la fine delle persecuzioni anti-formaliste della fine degli anni quaranta e dei primi anni cinquanta. I compositori che erano caduti in disgrazia durante gli ultimi anni di Stalin tornarono alla ribalta e vennero eseguiti nuovamente brani che in precedenza erano stati ritenuti inadatti alla presentazione pubblica per la loro eterodossia. Molte delle prime opere vietate di Dmitrij Šostakovič, tra cui la sua prima opera e le sue sinfonie, furono riabilitate durante il governo di Chruščëv. Anche musicisti occidentali come Leonard Bernstein e Glenn Gould fecero le prime tournée in Unione Sovietica alla fine degli anni Cinquanta.
L'amministrazione Chruščëv consolidò anche la posizione dell'Unione dei Compositori Sovietici (USC) come autorità amministrativa dominante sulla sponsorizzazione statale della musica classica. Chrennikov fu riconfermato alla presidenza dell'USC e cercò di annullare le politiche di ždanovščina. Nel 1958, Chrennikov convinse Chruščëv a riabilitare ufficialmente molti degli artisti incriminati dalla risoluzione di Ždanov sulla musica del 1948.

### Musica ufficiale sovietica (1953 - 1991)
Il disgelo di Chruščëv garantì una maggiore autonomia artistica ai compositori e ai musicisti sovietici, ma non pose fine al coinvolgimento dello Stato nella produzione di musica classica. Anche se l'Unione dei compositori sovietici (USC) ora approvava raramente l'imprigionamento di compositori non ortodossi, spesso bloccava la sponsorizzazione statale di compositori che riteneva non rappresentativi della posizione ideologica del Partito Comunista. Il Partito Comunista rimase contrario alle tecniche sviluppate dai compositori modernisti occidentali, in particolare all'armonia atonale e al serialismo. Ad esempio, compositori serialisti come Arnold Schönberg e Anton Webern non erano inseriti nei programmi musicali ufficiali sovietici della fine degli anni cinquanta e dell'inizio degli anni sessanta, compresi quelli del primo Conservatorio di Mosca. Nel corso degli anni sessanta, queste tecniche vennero gradualmente introdotte nel vocabolario musicale sovietico: nel 1971, persino Chrennikov impiegò una melodia seriale dodecafonica nel suo Concerto per pianoforte e orchestra n. 2 in do maggiore.

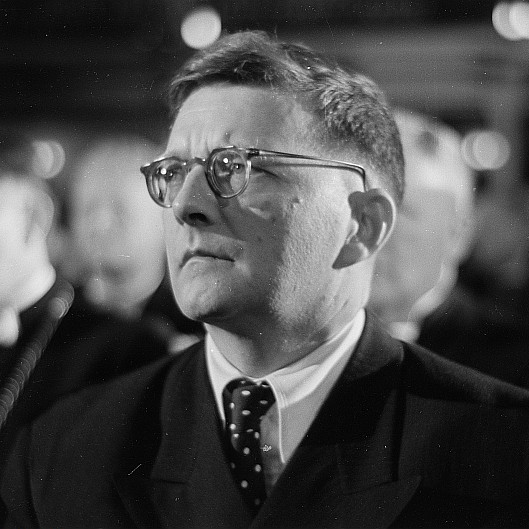
Dmitrij Šostakovič.

La posizione conservatrice nei confronti dell'introduzione di nuove tecniche nel repertorio musicale era solo un aspetto del realismo socialista. Oltre alla generale aderenza alle norme stilistiche del tardo Ottocento e dell'inizio del Novecento, il realismo socialista nella musica classica sovietica si esprimeva come un'attenzione eroica alla vita della classe operaia e all'iconografia rivoluzionaria sovietica. La Cantata per il XX anniversario della Rivoluzione d'ottobre di Sergej Prokof'ev è un prototipo di composizione del realismo socialista scritto nel 1937 ma eseguito solo nel 1966. La cantata di Prokof'ev romanza gli eventi dell'ascesa al potere dei bolscevichi, su un libretto tratto dagli scritti di Marx, Lenin e Stalin. Anche i Canti di Kursk del 1964 di Georgij Sviridov incarnano l'estetica del realismo socialista: il ciclo rappresenta scene pastorali di vita contadina nella città natale del compositore, Kursk, adottando melodie e stili popolari della Russia occidentale.
La musica di Dmitrij Šostakovič ha definito lo stile dominante della musica classica sovietica per le successive generazioni di compositori sovietici. Sebbene Šostakovič fosse caduto in disgrazia dopo la sua denuncia da parte di Ždanov alla fine degli anni Quaranta, il suo status di primo compositore sovietico fu gradualmente ristabilito durante il disgelo di Chruščëv fino alla sua morte nel 1975. L'USC di Chrennikov sostenne la padronanza di Šostakovič delle forme classiche convenzionali, promuovendo le sue 15 sinfonie monumentali accanto alle opere di maestri pre-sovietici come Gustav Mahler come esempi da seguire per i giovani compositori sovietici. L'idolatria del Partito per i maestri classici come Šostakovič era in deliberato contrasto con il disprezzo per i compositori sperimentali che si sottraevano alle norme classiche tradizionali. Diversi compositori sovietici di spicco sono stati descritti come discepoli di Šostakovič, tra cui Georgij Svirdov, e la sua opera ha influenzato il lavoro di quasi tutti i compositori dell'era post-staliniana.

### Musica non ufficiale (1953–1991)
Dopo la fine delle persecuzioni dell'era staliniana, un nuovo gruppo di compositori sovietici d'avanguardia si sviluppò parallelamente alle principali correnti sponsorizzate dallo Stato. La fondazione della tradizione sperimentale sovietica viene spesso fatta risalire al compositore Andrej Volkonskij: espulso nel 1954 dal Conservatorio di Mosca per il suo stile poco ortodosso e per il suo approccio poco attento agli studi, Volkonskij continuò a scrivere musica e nel 1956 compose Musica Stricta, un'opera per pianoforte solitamente riconosciuta come il primo utilizzo del serialismo dodecafonico nella musica classica sovietica.
La sperimentazione di Volkonskij tra la fine degli anni Cinquanta e l'inizio degli anni Sessanta ispirò altri musicisti a ribellarsi alle restrizioni che fino ad allora avevano regolato la composizione classica sovietica. Questa nuova generazione di avanguardisti comprendeva compositori come Edison Denisov, Sofia Gubaidulina, Al'fred Šnitke e Arvo Pärt. Denisov continuò l'esplorazione di Volkonskij delle tecniche serialiste, mentre Gubaidulina incorporò nella sua musica temi religiosi. Pärt espresse la sua spiritualità con uno stile musicale essenziale e minimalista, Šnitke divenne noto per le sue composizioni poli-stilistiche, che spesso incorporavano simultaneamente diversi stili e temi contrastanti, sfumando le distinzioni tra i generi.
Nel 1979, Chrennikov denunciò pubblicamente Denisov e altri compositori sperimentali in un discorso pubblico all'Unione dei compositori, e attacchi simili emersero nei media statali come la Pravda. Nonostante la chiara opposizione del partito comunista, il prestigio dell'avanguardia sovietica non fece che crescere anche all'estero. Nell'aprile 1982, il Conservatorio di Mosca tenne un concerto con le opere di Denisov, Gubajdulina e Šnitke. Prima di tale evento, le opere dell'avanguardia erano bandite dalle principali sale da concerto di Mosca e Leningrado. Da questo momento in poi, fino al crollo dell'Unione Sovietica nel 1991, i compositori sperimentali furono riconosciuto dall'establishment musicale sovietico.

## Colonne sonore
Le colonne sonore per il cinema sovietico hanno prodotto una parte significativa delle canzoni popolari dell'epoca, oltre a musica orchestrale e sperimentale. Negli anni trenta, Šostakovič iniziò a comporre per il cinema, Sergej Prokof'ev compose per i film di Sergej Eisenstein come Aleksandr Nevskij del 1938, mentre le colonne sonore di Isaak Dunaevskij spaziavano da brani classici al jazz popolare. Tra i pionieri dell'elettronica sovietica vi era il compositore ambient degli anni settanta Eduard Artem'ev, noto soprattutto per le colonne sonore di Solaris e Stalker di Andrej Tarkovskij.
Molti film prodotti in Unione Sovietica erano di natura patriottica e anche la musica di questi film portava con sé un tono positivo di orgoglio sovietico, incorporando aspetti della musica popolare e altre influenze musicali russe, oltre a quelle delle comunità etniche dell'URSS.

## Musica popolare
La musica popolare più diffusa nei primi anni del periodo sovietico era essenzialmente in lingua russa. Una delle canzoni più note, Katjuša di Matvej Blanter, si avvicina alle strutture melodiche, ritmiche e armoniche delle canzoni romantiche russe del XIX secolo. Si tratta di un adattamento di motivi popolari a tema patriottico durante la seconda guerra mondiale.
Molte delle canzoni più eseguite nella Russia sovietica provenivano dal movimento rivoluzionario della fine del XIX e dell'inizio del XX secolo. Un esempio degno di nota è la canzone Varšavjanka, nata in Polonia e divenuta popolare con la Rivoluzione russa. La canzone è caratterizzata da un ritmo intenso e invita "Alla battaglia sanguinosa, santa e giusta". C'era anche la canzone Krasnoe Znamja, originaria della Francia. Uno dei canti più conosciuti è Smelo, tovarišči, v nogu e la marcia funebre Vy žertvoû pali.
Negli anni Trenta, le canzoni delle colonne sonore dei film, comprese le marce, divennero molto popolari. Tra queste, le canzoni per Esli zavtra vojna... e Tri Tankista dei fratelli Pokrass e Tačanka di Konstantin Listov presentano temi patriottici.
Le principali categorie riconosciute dalla musicologia sovietica all'interno del genere della canzone sovietica erano la canzone di massa, la "canzone da varietà" (estradnaja pesnja) e la "canzone quotidiana" (bytovaja pesnja).
Le canzoni di massa venivano di solito composte come marce da compositori e scrittori, la maggior parte per il canto corale, con alcuni brani realizzati per singoli cantanti. In genere questi canti sono di carattere ottimistico o eroico, con temi ideologici o storici. Tra questi vi sono anche alcune colonne sonore di film.
Prima dell'avvento delle musicassette, gli album di molti gruppi e artisti stranieri censurati venivano diffusi clandestinamente tramite i rëbra, dischi fonografici ricavati dalle lastre radiografiche scartate degli ospedali.

### Jazz

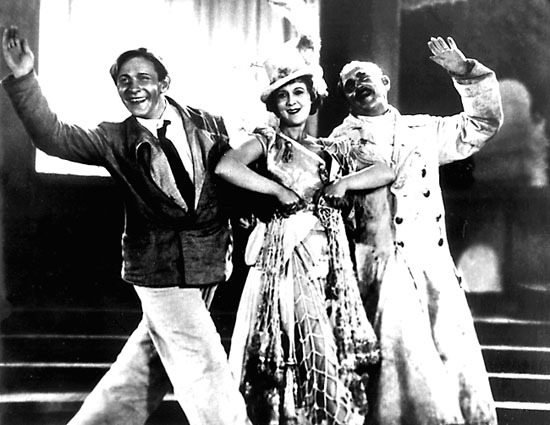
Dal film Tutto il mondo ride, da sinistra: Leonid Utësov, Ljubov' Orlova e Fëdor Kurichin.

La musica jazz fu introdotta al pubblico sovietico da Valentin Parnach negli anni venti: il poeta, traduttore, ballerino e teatrante fondò a Mosca nel 1922 "La prima eccentrica orchestra di jazz di Valentin Parnach della RSFSR" (Первый в РСФСР эксцентрический оркестр джаз-банд Валентина Парнаха). L'orchestra del pianista e compositore Aleksandr Cfasman è considerata la prima band jazz professionale a esibirsi alla radio e a registrare un disco. I primi gruppi jazz sovietici erano specializzati nell'esecuzione di balli come foxtrot e charleston.
Il jazz si diffuse negli anni trenta soprattutto grazie al gruppo di Leningrado guidato dall'attore e cantante Leonid Utësov e dal trombettista J. B. Skomorovskij. Il film commedia Tutto il mondo ride del 1934, con la partecipazione di Utësov e la colonna sonora di Isaak Dunaevskij, favorì la popolarità del genere. Utësov e Skomorovskij formarono uno stile originale di "tea-jazz" "(теа-джаз), basato sull'unione con il teatro e l'operetta, con numeri vocali e un elemento performativo dal ruolo importante. Negli anni trenta e quaranta, Leonid Utësov e Aleksandr Cfasman erano gli interpreti jazz sovietici più popolari. Artisti come Eddie Rosner, Oleg Lundstrem e Coretti Arle-Titz contribuirono alla popolarità della musica jazz sovietica.
Eddie Rosner, compositore, musicista e direttore d'orchestra, diede un notevole contributo allo sviluppo del jazz sovietico. Dopo aver iniziato la sua carriera in Germania, Polonia e altri Paesi europei, Rosner si trasferì in Unione Sovietica e divenne uno dei pionieri dello swing e il fondatore del jazz bielorusso. Tra le altre famose "big-band" dell'epoca vi erano le orchestre di Aleksander Cfasman e Aleksandr Varlamov, l'orchestra di Oleg Lundstrem e il gruppo Melodija di Georgij Garanjan. Nel 1936-1941 fu creata l'Orchestra statale di jazz dell'URSS.

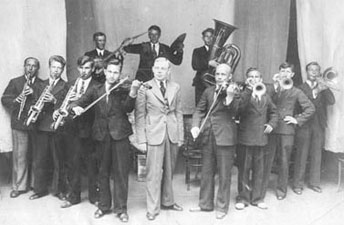
L'orchestra jazz di Valentin Sporius si esibiva a Kujbyšev durante le stagioni del cineteatro Furor.

Alla fine degli anni quaranta, durante le campagne "anti-cosmopolite", la musica jazz subì un'oppressione ideologica, in quanto musica occidentale. Molti gruppi si sciolsero e quelli che rimasero evitarono di essere etichettati come jazz band. Negli anni cinquanta le riviste e i dischi clandestini di musica jazz underground divennero più comuni per diffondere la letteratura musicale e la musica stessa. Con il disgelo degli anni sessanta, il jazz ebbe un ritorno.
L'atteggiamento delle autorità sovietiche nei confronti del jazz fu ambiguo: gli artisti jazz nazionali non venivano generalmente messi al bando, ma erano comuni le dure critiche al jazz in sé, nel contesto della critica alla cultura occidentale in generale.
Molti artisti importanti del jazz sovietico avevano iniziato la loro carriera sul palco del jazz club moscovita Sinjaja Ptica (Синяя Птица), attivo dal 1964 al 2010.
Uno dei primi gruppi fusion sovietici fu l'Arsenal del sassofonista Aleksej Kozlov che successivamente sperimentò sia il free jazz che forme più tradizionali. Tra gli artisti jazz d'avanguardia spiccava il trio GTČ (Ganelin-Tarasov-Čekasin) che si esibì con il proprio free jazz anche in occidente.
Negli anni settanta e ottanta, il jazz divenne molto popolare nelle repubbliche caucasiche, con band quali la georgiana Orėra (1961) e l'azera Gaja (1972). L'Orchestra di Stato di Varietà dell'Armenia diretta da Konstantin Orbeljan è stata tra le principali jazz band dell'URSS. Nel 1983 uscì il film My iz džaza interamente dedicato alla musica jazz.
Boris Frumkin, Vitalij Dolgov, Boris Matveev, Vjačeslav Ganelin, Gennadij Gol'štejn, Vladimir Danilin, Aleksej Kozlov, Roman Kunsman, Nikolaj Levinovskij, Viktor Fridman, Andrej Tovmasjan, Igor' Bril', Leonid Čižik e Igor' Butman diedero un grande contributo al jazz sovietico. La cantante jazz più famosa è Larisa Dolina.

### Estrada e varietà
Il termine "'estrada" nel periodo sovietico si riferiva a quel genere di interpreti e musicisti di musica pop e da varietà accompagnati da orchestre sinfoniche (con occasionale supporto corale). Cantavano canzoni scritte da compositori e poeti/cantautori professionisti concepite per la bravura vocale, avevano melodie chiare e orecchiabili mentre l'accompagnamento aveva un ruolo secondario. Pertanto, l'еstrada sovietica era dominata da cantanti solisti con buone capacità vocali, spesso incapaci di suonare uno strumento e senza un repertorio scritto da loro stessi.
Tra gli artisti del primo periodo vi erano Leonid Utësov (anche uno dei pionieri del jazz sovietico), Mark Bernes, Ljubov Orlova, Coretti Arle-Titz, Klavdija Šul'ženko e Rəşid Behbudov. Durante il disgelo e la stagnazione erano popolari Jurij Guljaev, Larisa Mondrus, Aida Vediščeva, Tamara Miansarova, Lidia Klement, Ėduard Chil', Ljudmila Senčina, Ėdita P'echa, Vladimir Trošin, Majja Kristalinskaja, Vadim Mulerman, Heli Lääts, Uno Loop, Anna German, Valerij Obodzinskij, Iosif Kobzon, Muslim Magomaev, Ljudmila Zykina, Alla Pugačëva, Valerij Leont'ev, Sofija Rotaru, Lev Leščenko, Valentina Tolkunova e Sergej Zacharov. Le canzoni di questi artisti venivano spesso incluse nelle colonne sonore di film cinematografici, televisivi e serie tv, e gli artisti includevano a loro volta nei loro repertori brani delle colonne sonore.
Essendo la musica popolare tradizionale il principale genere dell'estrada sovietica e destinata al consumo di massa, essa veniva sottoposta a una censura particolarmente rigorosa. Di solito le canzoni venivano composte dai membri dell'Unione dei Compositori (i più famosi erano Aleksandra Pachmutova, Vasilij Solovëv-Sedoi, Tichon Chrennikov, David Tuchmanov, Raimonds Pauls ed Evgenij Krylatov) e i testi erano scritti da poeti e parolieri ritenuti affidabili anch'essi dell'USC (Michail Matusovskij, Vasilij Lebedev-Kumač, Nikolaj Dobronravov, Robert Roždestvenskij, Michail Tanič, Leonid Derbenëv, Jurij Ėntin, Il'ja Reznik, Grigore Vieru).
La produzione era definita dalle elevate richieste di materiale e dai limiti censori. Le canzoni parlavano per lo più d'amore, della natura o del patriottismo nonché di ideologia e orgoglio nazionale.

### Vokal'no-instrumental'nye ansambli

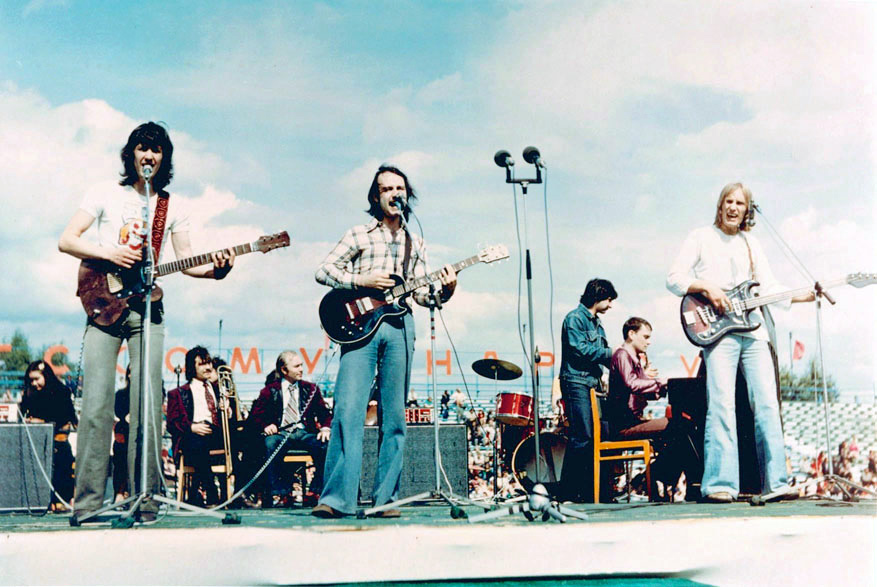
VIA Cvety, 1976.

Verso la fine degli anni sessanta fecero la loro comparsa i primi Vokal'no-instrumentalnye ansambli, gruppi di musicisti professionisti con formazione da conservatorio, prodotti dallo Stato, che spesso eseguivano canzoni approvate da un consiglio artistico e scritte da compositori professionisti e parolieri dell'Unione dei Compositori, come Aleksandra Pachmutova, Jan Frenkel' e Raimonds Pauls. Tra i gruppi e i cantanti VIA più noti vi erano i Pesnjary, Zemljane, Vesëlye rebjata, Pojuščie Gitary, Lejsja, pesnja, Araks, Aėrobus, Cvety, Samocvety, Iverija, Pojušče serdca, Ariėl’, Verasy, Sjabry, Krasnye mak, Vernye druz'ja, Kalinka, Lada, Akvareli, Golubye gitary, Nadežda, Muzyka, Korobejniki.
Per sfondare nel mainstream dei media statali, ogni band doveva diventare un VIA ufficialmente riconosciuto. Ogni VIA aveva un direttore artistico che fungeva da manager, produttore e supervisore statale. In alcuni gruppi, come i Pesnjary, il direttore artistico era anche il membro principale della band e autore delle canzoni.

I VIA sovietici hanno sviluppato uno stile specifico di musica pop. Eseguivano musica orientata ai giovani ufficialmente approvata dalle radio spesso fondendo le tendenze occidentali e sovietiche dell'epoca. I VIA combinavano canzoni tradizionali con elementi di rock, disco e new wave. Venivano spesso utilizzati strumenti di musica popolare con sintetizzatori e keytar. Molti VIA contavano fino a dieci membri, tra cui un certo numero di cantanti e polistrumentisti, che erano in costante rotazione.

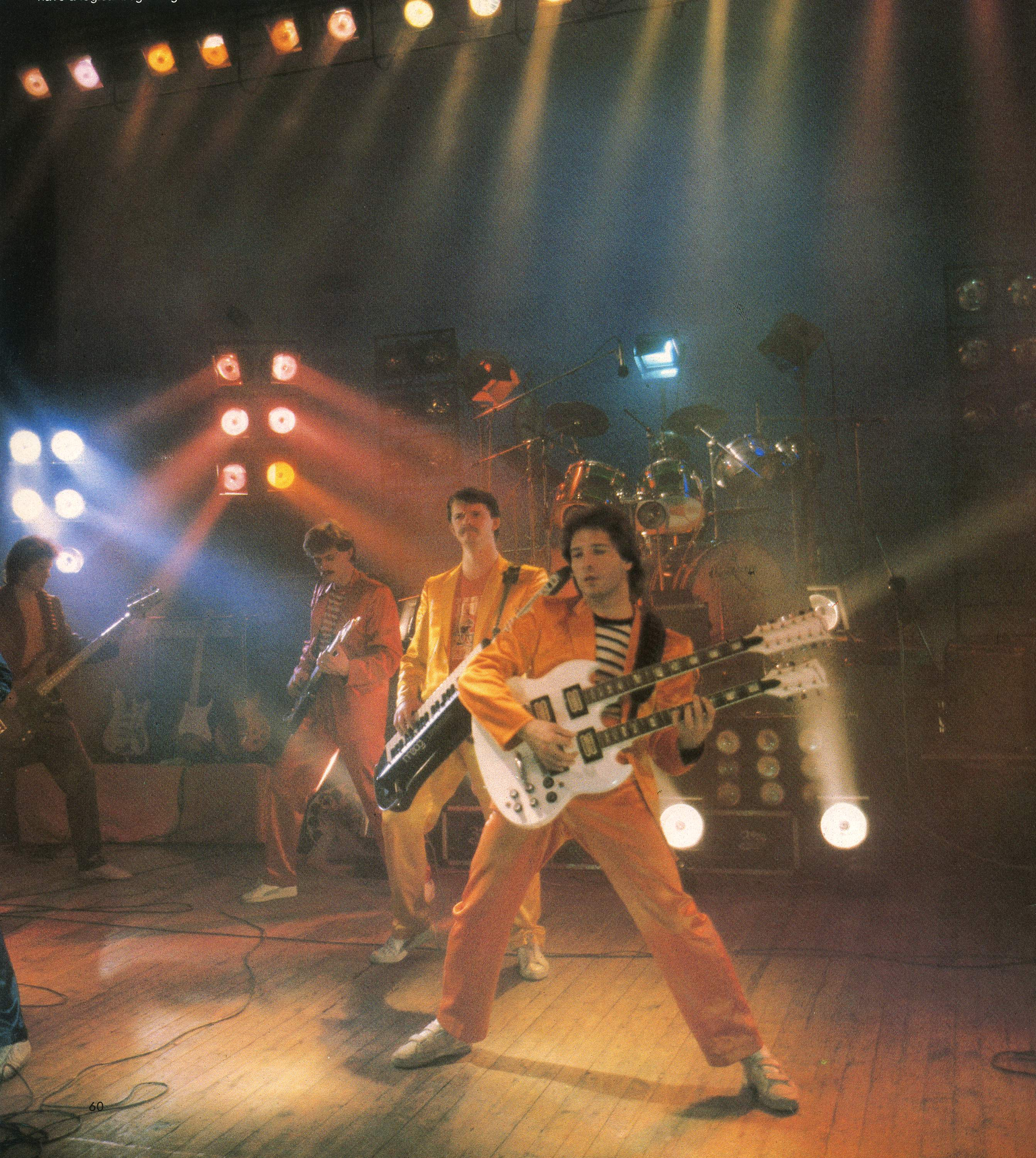
VIA Zemljane, 1984.

Le tematiche principali erano emozioni come l'amore, la gioia e la tristezza. Molte band elogiavano la cultura nazionale e il patriottismo, in particolare quello delle minoranze nazionali delle repubbliche sovietiche più piccole. Lo stile musicale era vario ed eterogeneo: comprendeva sia canzoni popolari e folk, sia disco, rock e new wave. Tra gli strumenti caratteristici, oltre a chitarre e batterie, c'erano sintetizzatori, strumenti a fiato e strumenti folk. Il sound dei VIA è considerato da molti come specifico della musica pop sovietica.
Molti cantanti pop sovietici e post-sovietici sono stati membri di VIA prima di iniziare le loro carriere solisti: Alla Pugačëva (Novyj ėlektron, Moskviči, Vesëlye rebjata), Aleksandr Gradskij (Vesëlye rebjata), Irina Ponarovskaja (Pojuščie Gitary), Roksana Babajan (Golubye gitary), Nikolaj Rastorguev (Šestero molodych, Lejsja, pesnja, Zdravstvuj, pesnja!), Valerij Kipelov (Šestero molodych, Lejsja, pesnja, Pojuščie serdca), Aleksandr Malinin (Muzyka, Metronom, Cvety), Ol’ga Zarubina (Muzyka, Metronom), Aleksandr Bujnov (Vesëlye rebjata), Aleksej Glyzin (Dobry molodcy, Samocvety, Vesëlye rebjata), Irina Allegrova e Igor' Tal'kov (Ėlektroklub), Viktor Saltykov (Forum, Ėlektroklub).
Gli anni settanta furono il periodo "d'oro" dei VIA sovietici. Venivano inoltre organizzati i concorsi televisivi per giovani interpreti S pesnej po žizni.
Alla fine degli anni ottanta, la popolarità di molti VIA dei due decenni precedenti era notevolmente diminuita e molti gruppi si sciolsero. I nuovi collettivi pop iniziarono a essere abitualmente chiamati Gruppa. Tra i più famosi vi erano Bravo, Sekret, Ėlektroklub, Forum, Kombinacija, Laskovyj maj e Miraž.

### Cantautorato

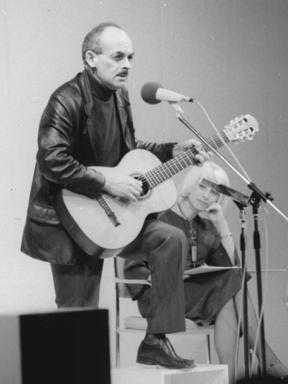
Bulat Okudžava.

Il movimento dei cantautori, noti anche come "bardi" nell'URSS, è profondamente radicato nelle canzoni folcloristiche amatoriali interpretate da studenti, turisti e geologi. Divenne molto popolare negli anni sessanta e fu talvolta considerato un'alternativa ai VIA ufficiali. Le caratteristiche musicali del genere consistono in parti semplici e facilmente ripetibili, di solito suonate da un singolo chitarrista acustico che contemporaneamente canta. Tra i cantautori, definiti "bardi", i più popolari erano Bulat Okudžava, Vladimir Vysockij, Jurij Vizbor, Sergej e Tat'jana Nikitin. I testi avevano un ruolo più importante nelle loro canzoni, e i bardi erano più simili a poeti che a musicisti.
Gli appassionati del cantautorato avevano formato club amatoriali in tutto il Paese. Sebbene le edizioni discografiche fossero rare e spesso realizzate da appassionati di samizdat', molte canzoni divennero popolari grazie alle esecuzioni amatoriali.
La fase romantica dello sviluppo della canzone d'autore sovietica è durata fino a circa la metà degli anni sessanta, con la popolarità di opere satiriche e ironiche e la comparsa dell'estetica delle "canzoni di protesta". Un ruolo importante nel lavoro di molti bardi era dato al tema della Grande Guerra Patriottica.
Negli ultimi anni dell'URSS, la direzione lirica della canzone d'autore è stata sempre più caratterizzata dalla nostalgia del passato, dal desiderio di preservare se stessi e i propri ideali e dall'ansia per il futuro. Questa linea lirica e romantica è stata proseguita nell'opera dei cantautori di genere rock come Andrej Makarevič, Boris Grebenščikove Aleksandr Cholkin.

### Rock

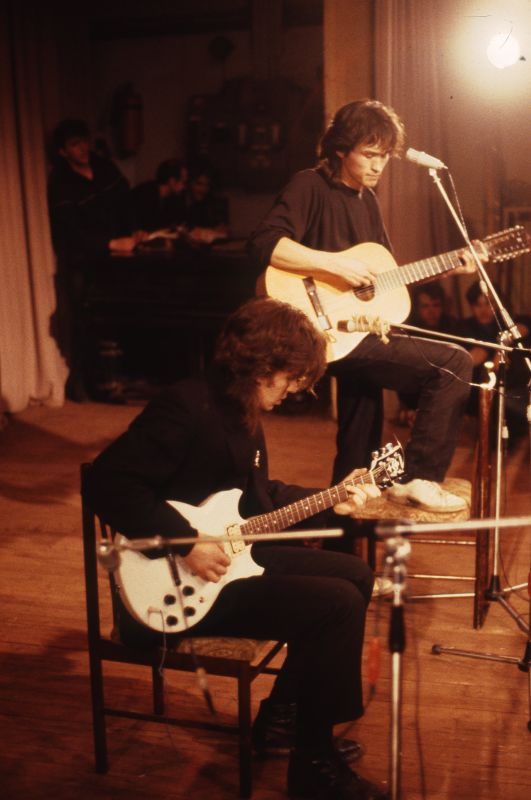
Viktor Coj (in alto) e Jurij Kasparjan (in basso) dei Kino durante un concerto a Leningrado nel 1986.

La musica rock arrivò in Unione Sovietica alla fine degli anni sessanta con la Beatlemania, ma fino alla metà degli anni settanta erano per lo più imitazioni di artisti stranieri. Verso la fine degli anni settanta nacquero gruppi rock, come Mašina vremeni, Akvarium, Avtograf e Sankt-Peterburg. Il rock sovietico si basava molto su quello dell'Europa occidentale e degli Stati Uniti, con una forte influenza del cantautorato. A differenza dei VIA, questi gruppi non erano autorizzati a pubblicare la loro musica e rimasero in clandestinità, pubblicando solo tramite samizdat'. Molti artisti si esibivano in piccoli concerti spontanei all'interno dei loro appartamenti o dei loro conoscenti, a cui erano invitati solo gli amici più stretti.
Nonostante le restrizioni, molti compositori sovietici tra gli anni settanta e ottanta riuscirono a lavorare legalmente tramite opere rock. Le più famose sono: Orfej i Ėvridika (prima a Leningrado il 25 luglio 1975), Zvezda i smert' Choakina Mur'ety (1975), Giunone e Avos (prima del regista Mark Zacharov il 9 luglio 1981).
Il periodo di massimo splendore del rock russo è stato negli anni ottanta: con l'inizio della perestrojka e della glasnost, il genere divenne mainstream e i musicisti ebbero l'opportunità di esibirsi pubblicamente in concerti senza il timore di essere perseguiti per impresa privata o ozio, come avveniva in precedenza. Nacquero i rock club di Leningrado e Mosca, si tennero i primi festival rock ufficiali (Vesennie ritmy, Lituanica, Rok-panorama e il festival di Podol'sk). Tra i gruppi più popolari di questo periodo vi erano i Kino, Alisa, Aria, DDT, Nautilus pompilius, Graždanskaja oborona e i Gorky Park. La new wave e il post-punk ebbero un'influenza sul rock sovietico, e nacquero anche i primi gruppi heavy metal e punk rock.
Con l'apertura verso l'occidente e durante gli ultimi anni dell'URSS, furono organizzati festival con gruppi affermati in occidente, come il Moscow Music Peace Festival del 1989 e il Monsters of Rock del 1991.

### Musica elettronica
Il termenox (in russo терменвокс?, termenvoks), conosciuto anche come theremin, fu creato da Lev Termen intorno agli anni 1919-1920 ed è considerato il primo strumento elettronico della storia; su questo principio nel 1929 Nikolaj Obukov inventò la croix sonore (in russo звучащий крест?, zvučaščij krest) e Nikolaj Anan'ev inventò il sintetizzatore "sonar" (in russo сонар?) nel 1930. Negli anni trenta, l'ingegnere Aleksandr Gurov inventò la neoviolena (in russo неовиолена?), Il'ja Il'sarov inventò l'il'ston (in russo ильстон?), mentre Andrej Rimskij-Korsakov e Aleksandr Ivanov inventarono l'ėmiriton (in russo эмиритон?). Il compositore e inventore Arsenij Avraamov si dedicò al lavoro scientifico sulla sintesi del suono e condusse una serie di esperimenti che in seguito avrebbero costituito la base degli strumenti musicali elettronici sovietici. Tuttavia, alla fine degli anni trenta il governo sovietico era freddo nei confronti della musica d'avanguardia, accusando i compositori di "formalismo".
Nel 1945 venne fondata la Rīgas mūzikas instrumentu fabrika, che diverrà la principale produttrice di strumenti elettronici dell'URSS.
Nel 1956 Vjačeslav Meščerin creò il primo "ensemble di strumenti elettromusicali" dell'Unione Sovietica (in russo Ансамбль электромузыкальных инструментов под управлением Вячеслава Мещерина?, Ansambl' ėlektromuzykal’nych instrumentov pod upravleniem Vjačeslava Meščerina), che utilizzava termenvox, arpe elettriche, organi elettrici, il primo sintetizzatore sovietico Ėkvodin (in russo Экводин?) e creò anche il primo riverberatore sovietico. Lo stile in cui suonava l'ensemble di Meščerin fu chiamato in Occidente "space age pop". Nel 1957, l'ingegnere Igor Simonov assemblò un modello funzionante di šumofon che poteva essere utilizzato per estrarre vari timbri e consonanze.
Nel 1959 l'ingegnere sovietico Evgenij Aleksandrovič Murzin brevettò l'ANS, uno dei primi sintetizzatori musicali polifonici al mondo.
Sia l'Ėkvodin che l'ANS non erano destinati per la produzione in serie; il primo strumento musicale elettrico prodotto in serie fu l'organo elettrico Junost-70, realizzato nel 1965. Lo Studio sperimentale di musica elettronica di Mosca (in russo Московская экспериментальная студия электронной музыки, МЭСЭМ?, Moskovskaja ėksperimental'naja studija ėlektronnoj muzyki, MĖSĖM), fondato da Evgenij Murzin nel 1966, divenne la base per una nuova sperimentazione e fu frequentato da Eduard Artem'ev, Aleksandr Nemtin, Sándor Kallós, Sofija Gubajdulina, Al'fred Šnitke e Vladimir Martynov e altri. Nelle repubbliche baltiche, alla fine degli anni settanta, divennero popolari Sven Grunberg (RSS Estone), VIA Argo (RSS Lituana, sotto la direzione di Giedrius Kuprevičius) e i gruppi Opus e Zodiac (RSS Lettone).
Alla fine degli anni sessanta, apparvero in Unione Sovietica gruppi musicali che suonavano musica elettronica leggera come gli Ėlektron e i Rokoko. A livello statale, questa musica iniziò a essere utilizzata per attrarre i turisti stranieri nel Paese e per le trasmissioni radiofoniche all'estero. Tuttavia, con il decreto del Consiglio dei Ministri dell'URSS n. 319 del 20 maggio 1969 sullo scioglimento di alcuni gruppi musicali e la smagnetizzazione di alcune registrazioni presso la Melodija, la musica elettronica leggera sovietica (ad esempio le registrazioni di Ot Palangi do Gurzufa) fu in gran parte distrutta.
Nel 1973 entrò in commercio il sintetizzatore FAEMI e negli anni successivi il compositore Aleksandr Zacepin realizzò l'orkestrolla, una variante del mellotron.
Negli anni ottanta, uno dei modelli più comuni di sintetizzatori sovietici era il Polivoks della Formanta.
La musica elettronica sovietica ha esercitato una forte influenza sulla nascita della sovietwave nei primi anni duemila.

### Musica disco
Pubblicato nel 1980, l'album Kružatsja diski del VIA Krasnye maki è considerato uno dei migliori della disco sovietica, grazie al quale le parole "disc jockey" e "disco" divennero note anche negli angoli più remoti del Paese.
Nel 1984 ebbe inizio la "nuova ondata di musica dance dell'URSS". Avtomatičeskij komplekt di Jurij Černavskij è considerato uno dei primi album elettropop sovietico. Il gruppo Forum con Viktor Saltykov eseguiva musica vicina all'occidentale Hi-NRG. Alla Pugačëva, Larisa Dolina, Irina Otieva, i Vesëlye rebjata, Arkadij Choralov e molti altri iniziarono a pubblicare album synth pop ed euro disco. Nel 1987 Viktor Saltykov entrò nel gruppo Ėlektroklub dedito all'elettropop e nel quale esordì la cantante Irina Allegrova.
Nella seconda metà degli anni ottanta iniziò un periodo di legalizzazione di massa delle discoteche. Ispirati dalla musica del progetto euro disco tedesco occidentale Modern Talking, apparvero i gruppi Miraž e Laskovyj maj che a cavallo tra gli anni ottanta e novanta ottennero un grande successo senza precedenti e, assieme ad altri gruppi, iniziarono a riempire gli stadi dell'URSS. Altri famosi interpreti di uno stile simile sono Igor' Korneljuk, Maki, Stalker, Anons, Sladkij son, Levostoronnee dviženie, Kombinacija, Malen'kij princ, Roma Žukov, Zvëzdy e Feja.